# Afenifere
Die Afenifere ist eine sozio-politische Organisation in Nigeria, die besonders im Südwesten des Landes zu den einflussreichsten Interessenverbänden zählt.

## Geschichte
„Afenifere“ („diejenigen, die Gutes wünschen“) war ursprünglich nur der Yoruba-Name der 1951 in Owo gegründeten Action Group, einer politischen Partei, die in der Südwestregion dominierte. Nach dem Militärputsch von 1966 wurden sämtliche politischen Parteien aufgelöst und verboten. In dieser Situation gründete sich die Afenifere, welche die vom Gründer der Action Group Obafemi Awolowo formulierten Prinzipien: Modernisierung, Demokratisierung und Föderalismus als parteiunabhängiger Interessenverband weiterverfolgte. Auch nach Wiedereinführung der Demokratie im Jahre 1979 und dann erneut 1999 konstituierte sich die Afenifere nicht wieder als politische Partei, sondern fungierte als politisch-ideologischer Machtblock zwischen den Parteien. Die Afenifere hatte während der Militärdiktatur unter Ibrahim Babangida und Sani Abacha wesentlichen Anteil an der Koordinierung der demokratischen Opposition im Lande. 

## Einfluss
Heutzutage übt sie erheblichen Einfluss auf die zweitstärkste Oppositionspartei der Alliance for Democracy (AD) aus. Sie ist eingetragenes Mitglied im Yoruba Leaders Forum, einem Dachverband der Yoruba, dem auch die ethnische Miliz Oodua People Congress (OPC) angehört. Behauptungen, nach denen der OPC der militante Arm der Afenifere sei, werden von beiden Seiten stets verneint. Die Afenifere, die nach ihrem Selbstverständnis nicht nur Sprecher der Yoruba Minderheit ist, sondern konsequent das Prinzip des Regionalismus für ganz Nigeria vertritt, findet parteiübergreifend Zustimmung bei vielen progressiven Politikern in Nigeria. Sie ist daher nicht mit der soziokulturellen Yorubaorganisation  Egbe Omo Oduduwa zu verwechseln.